# Gabriel Auguste Daubrée

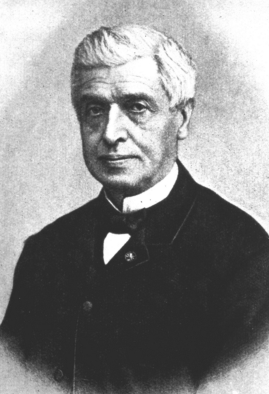
Gabriel Auguste Daubrée

Gabriel Auguste Daubrée (* 25. Juni 1814 in Metz; † 29. Mai 1896 in Paris) war ein französischer Geologe. Er gilt als ein Mitbegründer der experimentellen Geologie und der Meteoritenforschung.
Daubrée wurde 1838 Professor für Mineralogie und Geologie an der Universität Straßburg und 1861 Professor für Geologie am Muséum national d’histoire naturelle in Paris. Am 20. Mai 1861 wurde er Mitglied der Académie des sciences in Paris. 1881 wurde er als auswärtiges Mitglied ("Foreign Member") in die Royal Society aufgenommen. Er war Mitglied der Gesellschaft Deutscher Naturforscher und Ärzte und wurde 1861 zum auswärtigen Mitglied der Bayerischen Akademie der Wissenschaften gewählt. Ab 1861 war er korrespondierendes Mitglied der Russischen Akademie der Wissenschaften in Sankt Petersburg, ab 1863 gewähltes Mitglied der American Philosophical Society sowie auswärtiges Mitglied der Königlich Dänischen Akademie der Wissenschaften, ab 1876 auswärtiges Mitglied der Göttinger Akademie der Wissenschaften, ab 1877 der Académie royale des Sciences, des Lettres et des Beaux-Arts de Belgique und ab 1895 Ehrenmitglied (Honorary Fellow) der Royal Society of Edinburgh.
Er untersuchte den Ursprung und die Formation der Gesteine und arbeitete über die Klassifizierung und Zusammensetzung von Meteoriten. Daubrée vermutete bereits 1866, dass Nickeleisen ein allgemeiner Bestandteil von Planeten sowie des Erdkerns ist.

## Ehrungen
1880 wurde er mit der Wollaston-Medaille der Geological Society of London ausgezeichnet.
Nach ihm sind der Fisch Saurichthys daubreei FIRTION 1934 sowie die Minerale Daubréelith und Daubréeit und der Mondkrater Daubrée benannt.